# Charlton St Peter
Charlton St Peter är en ort och civil parish i distriktet Wiltshire, Storbritannien. Den ligger i grevskapet Wiltshire och riksdelen England, i den södra delen av landet, 120 km väster om huvudstaden London.